# Kościół Zwiastowania Pańskiego w Boiskach
Kościół Zwiastowania Pańskiego w Boiskach – świątynia rzymskokatolicka parafii Zwiastowania Pańskiego w Boiskach.

## Historia Kościoła
Pierwszy kościół drewniany wybudowano w 1612 r. z fundacji Katarzyny Myszkowskiej. Uległ on spaleniu w czasie najazdu szwedzkiego. Odbudował go w II poł XVII w. Jan Myszkowski. Kościół murowany, wybudowano w latach 1861-1873, pw. Zwiastowania NMP. W 1875 r. był on gruntownie remontowany, a w 1915 r. przeprowadzono malowanie kościoła. W 1975 r. remont dachu i ponowne malowanie. Ostatnie prace remontowo-renowacyjne przeprowadzono w latach 1988-97 (odnowienie ołtarzy położenie nowej posadzki i elewacji kościoła, remont dachu).
Kościół jest murowany, jednonawowy, bez określonego stylu. Do prezbiterium przylega zakrystia. Od frontu stoi jedna wieża i nad nawą mała wieżyczka na sygnaturkę. Wewnątrz 3 drewniane ołtarze: główny z 1826 r. z obrazem Zwiastowania NMP, boczne, prawdopodobnie z poł. XIX w. o charakterze barokowym: z prawej – z obrazem Przemienienia Pańskiego, z lewej św. Antoniego. W nawie ławki i konfesjonały z drzewa sosnowego; proste. Chrzcielnica drewniana z ok. poł. XIX w. Na chórze muzycznym organy 8-głosowe.
Przy kościele znajduje się dzwonnica drewniana.